# Dactylispa discalis
Dactylispa discalis es una especie de insecto coleóptero de la familia Chrysomelidae.
Fue descrita científicamente en 1960 por Gressitt.